# Tergipes
Tergipes is een geslacht van weekdieren uit de klasse van de Gastropoda (slakken).

## Soorten
- Tergipes antarcticus Pelseneer, 1903
- Tergipes edwardsii Nordmann, 1844
- Tergipes tergipes (Forsskål in Niebuhr, 1775) = Slanke knotsslak